# Адиюх
Ади́юх (кабард.-черк. Ӏэдийху) — село в Кабардино-Балкарской Республике. Входит в состав муниципального образования «Городской округ Нальчик».

## География
Селение расположено в северо-восточной части городского округа Нальчик, на левом берегу реки Нальчик. Находится в 0,1 км к северу от города Нальчик и фактически слился с его северо-восточным районом — Александровка.
Граничит с землями населённых пунктов: Нальчик на юге и западе, Нартан на востоке и с дорожным разъездом Нартан на северо-востоке.
Населённый пункт расположен в предгорной зоне республики, на наклонно-волнистой Кабардинской равнине. Рельеф местности представляет собой возвышенную террасу, с резкими и обрывистыми понижениями к долине реки Нальчик. Средние высоты на территории села составляют около 425 метра над уровнем моря.
Гидрографическая сеть представлена в основном рекой Нальчик. Уровень обеспечения местности грунтовыми водами, как и в целом по республике высокая. К северу от села расположен Кабардино-Балкарский филиал РусГидро.
Климат влажный умеренный, с тёплым летом и прохладной зимой. Среднегодовая температура воздуха составляет около +10,0°С, и колеблется от средних +22,0°С в июле, до средних -2,3°С в январе. Среднесуточная температура воздуха колеблется от −10°С до +12°С зимой, и от +16°С до +30°С летом. Среднегодовое количество осадков составляет около 700 мм.

## Этимология
Адиюх — героиня нартского эпоса адыгов. Согласно сказанию, руки Адиюх излучали свет и жила с мужем в доме, стоявшем на высоком обрыве над рекой Инджидж (Малый Зеленчук), который был соединён с другим берегом реки полотняным мостом. Тёмной ночью, Адиюх протянув из своего окна руки, освещала мост и её муж благополучно перегонял по нему табуны лошадей. Будучи тщеславным, муж отказывался верить в помощь Адиюх, и однажды после ссоры она не осветила мост. Вместе с лошадьми муж Адиюх сорвался с моста и его унесло течение.
Крепость XVII века, стоящая на правом берегу реки Малого Зеленчука известна под названием «Башня Адиюх», а Красные горы (ниже этой крепости по течению реки) считают кровавыми ранами Адиюх, искавшей труп мужа.
Само слово Адиюх (кабард.-черк. Ӏэдийху) в переводе с кабардино-черкесского языка означает — «светлорукая» (от Ӏэдий — «предплечье» и ху — «белый»).

## История
Решением исполкома Нальчикского горсовета №106 от 16.02.1988 года был образован соцгородок, которому было присвоено наименование — посёлок Адиюх. Под территорию нового населённого пункта первоначально было отведено площадь на 105 гектар.
В 1995 году было создано местное самоуправление посёлка, в составе Нальчикской городской администрации.
В 2005 году после реорганизации Нальчикской городской администрации, посёлок был включён в состав городского округа Нальчик. Тогда же, посёлок городского типа Адиюх было преобразовано в село.
Ныне село фактически слилось с городом Нальчик на юге и западе. На востоке тянется селение Нартан, с которым село связано несколькими висячими мостами.

## Население
| 2002 | 2010  | 2021  |
| ---- | ----- | ----- |
| 1578 | ↗1902 | ↗2195 |

Национальный состав
По данным Всероссийской переписи населения 2002 года:
| Народ      | Численность, чел. | Доля от всего населения, % |
| ---------- | ----------------- | -------------------------- |
| кабардинцы | 1 221             | 77,4 %                     |
| русские    | 240               | 15,2 %                     |
| балкарцы   | 76                | 4,8 %                      |
| другие     | 41                | 2,6 %                      |
| всего      | 1 578             | 100 %                      |

По данным Всероссийской переписи 2021 года:
| Народ               | Численность, чел. | Доля от всего населения, % |
| ------------------- | ----------------- | -------------------------- |
| кабардинцы          | 1 484             | 67,60 %                    |
| черкесы             | 328               | 14,94 %                    |
| русские             | 152               | 6,92 %                     |
| балкарцы            | 142               | 6,46 %                     |
| другие / не указано | 89                | 4,05 %                     |
| всего               | 2 195             | 100,0 %                    |

Половозрастной состав
По данным Всероссийской переписи населения 2010 года:
| Возраст     | Мужчины, чел. | Женщины, чел. | Общая численность, чел. | Доля от всего населения, % |
| ----------- | ------------- | ------------- | ----------------------- | -------------------------- |
| 0 — 14 лет  | 181           | 197           | 378                     | 19,9 %                     |
| 15 — 59 лет | 614           | 730           | 1 344                   | 70,7 %                     |
| от 60 лет   | 79            | 101           | 180                     | 9,4 %                      |
| Всего       | 874           | 1 028         | 1 902                   | 100,0 %                    |

Мужчины — 874 чел. (46,0 %). Женщины — 1 028 чел. (54,0 %).
Средний возраст населения — 33,0 лет. Медианный возраст населения — 29,9 лет.
Средний возраст мужчин — 32,7 лет. Медианный возраст мужчин — 29,7 лет.
Средний возраст женщин — 33,3 лет. Медианный возраст женщин — 30,4 лет.

## Образование
- Средняя общеобразовательная школа № 26 — ул. Казаноко Жабаги, 56.[9]
- Начальная школа Детский сад № 62 «Ручеёк» — ул. Нарткалинское шоссе, 156.

## Здравоохранение
- Участковая больница — ул. Бадыноко, 21.

## Культура
- Дом Культуры

Общественно-политические организации:
- Адыгэ Хасэ
- Религиозная комиссия
- Общественный совет

## Ислам
В селе действует одна мечеть.

## Экономика
Напротив села расположены несколько крупных промышленных предприятий:
- ООО «Астероид»
- ООО «Гермес Ника»
- ООО «Зикомбо»

К западу от села расположены Нальчикские очистительные сооружения и местный филиал РусГидро.

## Администрация
Администрация села Адиюх является территориальным исполнительным органом местной администрации (ТИОМА) городского округа Нальчик и осуществляет исполнительно-распорядительные функции на территории села Адиюх.
Администрация села Адиюх — городской округ Нальчик, село Адиюх, ул. Бадыноко, № 21.
Глава администрации села Адиюх — Макушев Руслан Аулединович.

## Улицы
На территории села зарегистрировано 12 улиц и 1 шоссе:
Часть улиц села названы именами героев Нартского эпоса адыгов.

| Ашамаз          |
| Бадыноко        |
| Батраз          |
| Казаноко Жабаги |
| Ленина          |

| Нарткалинское шоссе |
| Сатаней             |
| Свердлова           |
| Сосруко             |

| Тлепш       |
| Уазырмес    |
| Центральная |
| Чапаева     |